# Suillia tuberis
Suillia tuberis är en tvåvingeart som först beskrevs av Jean Nicolas Vallot 1802.  Suillia tuberis ingår i släktet Suillia och familjen myllflugor.
Artens utbredningsområde är Frankrike. Inga underarter finns listade i Catalogue of Life.